# God Am
Pour les articles homonymes, voir God Am.
Pistes de Alice in Chains
Shame in You
(7) So Close
(9)
God Am est une chanson du groupe de rock américain Alice in Chains apparue sur leur troisième album studio Alice in Chains sorti en 1996. Huitième titre de l'album, elle dure 4 minutes et huit secondes, c'est l'une des chansons les plus courtes de l'album avec Brush Away (03:22), Again (04:05) et So Close (02:45). L'auteur de la chanson est le chanteur Layne Staley et la musique a été composée par le guitariste Jerry Cantrell, le bassiste Mike Inez et le batteur Sean Kinney.

## Musique et paroles
Le texte a été écrit par le chanteur du groupe Layne Staley. Dans les paroles de la chanson, Staley exprime son avis et sa frustration sur la foi en Dieu. Il ne nie pas ou conteste l'existence de Dieu, mais se pose la question de savoir si Dieu se soucie vraiment de la vie humaine sur Terre. Ce texte fait également référence à la consommation d'héroïne. Ces références apparaissent déjà entre autres dans les compositions de Dirt ou God Smack de l'album Dirt en 1992. Après la sortie de la chanson, de nombreux fans du groupe, en raison du texte controversé, ont commencé à soupçonner que Staley pourrait être un athée.
La chanson commence par un effet Larsen avec le vibrato à la guitare électrique avec en arrière-plan une phrase Sure, God's all-powerful, but does He have lips? Whoa! puis la batterie apparait avec un lourd riff de guitare joué en palm mute.

## En live
La chanson a été interprétée pour la première fois lors d'un concert le 28 juin 1996, quand le groupe a joué en première partie du concert de Kiss.

## Composition du groupe pour l'enregistrement
Alice in Chains
- Layne Staley : chant
- Jerry Cantrell : guitare rythmique, guitare solo, chœurs
- Sean Kinney : batterie
- Mike Inez : guitare basse, chœurs

Production
- Enregistrement : de avril à août 1995 à Bad Animals studio, à Seattle
- Producteur : Toby Wright
- Mixage : Toby Wright au Electric Lady Studios, New York
- Mastering : Stephen Marcussen à Marcussen Mastering Studio, Hollywood
- Ingénieur du son : Tom Nellen
- Assistant ingénieur du son : Sam Hofstedt
- Direction artistique : Marie Maurer
- Conception : Doug Erb
- Gestion : Kelly Curtis, Susan Argent
- Arrangement : Jerry Cantrell, Mike Inez, Sean Kinney, Layne Staley
- Paroles : Layne Staley, Jerry Cantrell